# Martín Karpan
Carlos Martín Karpan (Buenos Aires, Argentina, 3 de junio de 1974) es un actor argentino, radicado en Colombia, donde ha actuado en producciones como El auténtico Rodrigo Leal, Nuevo rico, nuevo pobre, Kdabra, El secretario y en la película El paseo 2 junto a John Leguizamo; entre otras.

## Biografía
En la escuela empezó dirigiendo actos y haciendo pequeñas representaciones, y después en la secundaria no tenía incentivos para estudiar en la universidad. Entonces decidió dedicarse al mundo de la actuación. 
Entró en la televisión poco a poco, y en 1996 grabó la película Flores amarillas en la ventana. Ese mismo año participó en su primera telenovela, titulada Sueltos. Entre 1997 y 2002 actuó en varias telenovelas argentinas como: Como vos y yo, Primicias, Amor Latino , Máximo corazón y De corazón (en esta conoce a la actriz Florencia Peña con quien estuvo en pareja por más de cuatro años). También grabó películas como Momentos robados, Signos y ¿Y dónde está el bebé?. 
Sin embargo, fuera de su país se dio a conocer tras la exitosa participación en El auténtico Rodrigo Leal, telenovela colombiana donde su personaje se convirtió en un hombre que se hizo pasar por "homosexual" para entrar en un reality show y obtener una tentadora suma de dinero para salvar una hipoteca y casarse con su novia; Cabe destacar que esta telenovela también le permitió conocer a quien sería su pareja en ese tiempo Carolina Gómez, ex Miss Colombia, y virreina universal de la belleza y además de protagonista de la trama. 
En 2004 Martín grabó en Colombia para Telemundo y Caracol Televisión la novela Te voy a enseñar a querer, donde interpreta al amante y cómplice de la villana principal interpretada por Catherine Siachoque,  el 2005 fue el villano principal de El cuerpo del deseo donde compartió créditos con Mario Cimarro y Lorena Rojas. En La viuda de Blanco, interpretó al villano Amador Blanco; en este trabajo conoció a Zharick León actriz colombiana popular por su papel de Rosario Montes en la telenovela Pasión de Gavilanes y empezaron una relación amorosa. También participó en una comedia colombiana llamada Nuevo rico, nuevo pobre en el papel de Andrés Ferreira un rico empresario de buena familia, cuya vida cambia cuando se da cuenta de que esa no es su familia biológica y que de niño fue cambiado por error con Brayan Galindo encarnado por el actor John Alex Toro y que su verdadera familia vive en la miseria, así que él lo pierde todo y Brayan gana lo que debió ser suyo desde el principio. El 2008 vuelve a telemundo para protagonizar, junto a Elizabeth Gutiérrez, la exitosa telenovela El rostro de Analía donde también compartió roles con Maritza Rodríguez, Gabriel Porras y Zully Montero.
Tras participar en varias producciones internacionales, en 2010 Martín vuelve a Colombia dando vida a Julián Coronado en la miniserie Clase ejecutiva en la que comparte créditos con John Alex Toro mismo con quién anteriormente trabajó en la producción Nuevo rico, nuevo pobre. y en 2011 es incorporado como Félix Segura, el villano principal de la comedia romántica El secretario junto a Juan Pablo Espinosa y Stephanie Cayo.  En 2018, Karpán tendrá un rol en la 4.ª temporada de la telenovela ecuatoriana 3 familias, donde comparte escena con la actriz ecuatoriana Erika Vélez
En el 2020, actuó en la segunda temporada de La Nocturna para Caracol Televisión, junto con Jorge Enrique Abello, Marcela Carvajal,Liliana González, John Alex Toro,Cesar Mora, Ángela Piedrahíta, Rosmeri Marval, Brian Moreno, Eileen Moreno, Juan Pablo Llano, Marianne Schaller, Jaisson Jeack, Michell Orozco Y Victor Hugo Morant.

## Filmografía

### Televisión
| Año       | Título                    | Personaje                                       |
| --------- | ------------------------- | ----------------------------------------------- |
| 1994-1995 | Aprender a volar          | Emilio                                          |
| 1996      | Sueltos                   | Mariano                                         |
| 1997-1998 | De corazón                | Nicolás Salgado                                 |
| 1998      | Gasoleros                 | Rubén Álvarez (Participación especial)          |
| 1998-1999 | Como vos & yo             | Manuel Andrade                                  |
| 2000      | Primicias                 | Andrés                                          |
| 2000      | Calientes                 | Rey                                             |
| 2000      | Amor latino               | Leonel Díaz                                     |
| 2002-2003 | Máximo corazón            | Roberto Gómez, el Facha                         |
| 2003-2004 | El auténtico Rodrigo Leal | Rodrigo Leal                                    |
| 2004-2005 | Te voy a enseñar a querer | Luis Carlos Carmona López                       |
| 2005-2006 | El cuerpo del deseo       | Andrés Corona                                   |
| 2006-2007 | La viuda de Blanco        | Amador Blanco Albarracín                        |
| 2007-2008 | Nuevo rico, nuevo pobre   | Andrés Ferreira Mancera / Andrés Galindo Romero |
| 2008-2009 | El rostro de Analía       | Daniel Montiel Salazar                          |
| 2009-2011 | Kdabra                    | Daniel Trejo                                    |
| 2010      | Clase ejecutiva           | Julián Coronado                                 |
| 2011-2012 | El secretario             | Félix Armando Segura Amador                     |
| 2015      | Anónima                   | Arquitecto Fernando Osorio                      |
| 2016      | La viuda negra 2          | Brian Ferguson                                  |
| 2017      | Infieles                  |                                                 |
| 2018      | 3 familias                | Aquiles Pinto                                   |
| 2019      | El final del paraíso      | Salvatore Miranda                               |
| 2020      | La Nocturna 2             | José María Collante                             |
| 2021      | Enfermeras                | Mario Quintero                                  |

## Reality
| Año  | Título                        | Rol          |
| ---- | ----------------------------- | ------------ |
| 2022 | MasterChef Celebrity Colombia | Participante |

## Cine
- Chichipatos: ¡Qué chimba de Navidad![3] (2020) — Martín Guerra
- Doble (2017) — Gabriel
- El paseo 2 (2012) — exnovio Patrick
- In fraganti (2009) — Cristóbal
- ¿Y dónde está el bebé? (2002)
- No muertos (1999) — Natan Balasko
- Momentos robados (1997)
- Flores amarillas en la ventana (1996) — Ricardo

## Premios y nominaciones

### Premios Cóndor de Plata
| Año            | Categoría            | Película                       | Resultado |
| -------------- | -------------------- | ------------------------------ | --------- |
| 1996 (45ª ed.) | Revelación masculina | Flores amarillas en la ventana | Ganador   |

### Premios India Catalina
| Año  | Categoría                                    | Telenovela              | Resultado |
| ---- | -------------------------------------------- | ----------------------- | --------- |
| 2012 | Mejor actor antagónico de telenovela o serie | El secretario           | Nominado  |
| 2007 | Mejor actor protagónico de telenovela        | Nuevo rico, nuevo pobre | Nominado  |

### Premios TVyNovelas
| Año  | Categoría                            | Telenovela    | Resultado |
| ---- | ------------------------------------ | ------------- | --------- |
| 2012 | Mejor actor antagónico de telenovela | El secretario | Nominado  |

### Premios Talento Caracol
| Año  | Categoría     | Telenovela    | Resultado |
| ---- | ------------- | ------------- | --------- |
| 2012 | Mejor Villano | El secretario | Ganador   |